# Allocosa parva
Allocosa parva är en spindelart som först beskrevs av Banks 1894.  Allocosa parva ingår i släktet Allocosa och familjen vargspindlar. Inga underarter finns listade i Catalogue of Life.